# Рейч Картер
Гораціо Стреттон Картер (англ. Horatio Stratton Carter, 21 грудня 1913, Сандерленд — 9 жовтня 1994, Віллербі), відомий як Рейч Картер (англ. Raich Carter) — англійський футболіст, що грав на позиції нападника. По завершенні ігрової кар'єри — тренер.
Виступав, зокрема, за клуби «Сандерленд» та «Галл Сіті», а також національну збірну Англії.
Чемпіон Англії. Дворазовий володар Кубка Англії. 

## Клубна кар'єра
У дорослому футболі дебютував 1931 року виступами за команду клубу «Сандерленд», в якій провів вісім сезонів, взявши участь у 245 матчах чемпіонату.  Більшість часу, проведеного у складі «Сандерленда», був основним гравцем атакувальної ланки команди. У складі «Сандерленда» був одним з головних бомбардирів команди, маючи середню результативність на рівні 0,48 голу за гру першості. За цей час виборов титул чемпіона Англії, ставав володарем Кубка Англії.
1939 року його кар'єра, как і в багатьох гравців його покоління, була перервана Другою світовою війною.
Після війни продовжив виступи на футбольному полі, протягом 1945—1948 років захищав кольори команди клубу «Дербі Каунті». За цей час додав до переліку своїх трофеїв ще один титул володаря Кубка Англії.
1948 року перейшов до третьолігового «Галл Сіті», де став граючим тренером і за який відіграв 4 сезони. Граючи у складі «Галл Сіті» також здебільшого виходив на поле в основному складі команди. В новому клубі був серед найкращих голеодорів, відзначаючись забитим голом в середньому щонайменше у кожній третій грі чемпіонату. Завершив професійну кар'єру футболіста виступами за команду «Галл Сіті» у 1952 році.

## Виступи за збірну
1934 року дебютував в офіційних матчах у складі національної збірної Англії. Протягом кар'єри у національній команді, яка тривала до 1947 року і також переривалася через війну, провів у формі головної команди країни 13 матчів, забивши 7 голів.

## Кар'єра тренера
Розпочав тренерську кар'єру, ще продовжуючи грати на полі, 1948 року, очоливши тренерський штаб клубу «Галл Сіті».
1953 року став головним тренером команди «Лідс Юнайтед», тренував команду з Лідса п'ять років. Гра команди того періоду будувалася навколо валійського атлетичного форварда Джона Чарлза, у багатьому завдяки внеску якого команда під керівництвом Картера 1956 року повернула собі місце у найвищому англійському дивізіоні.
Протягом 1960–1963 років очолював команду клубу «Менсфілд Таун».
Останнім місцем тренерської роботи був клуб «Мідлсбро», головним тренером команди якого Рейч Картер був з 1963 по 1966 рік.
Помер 9 жовтня 1994 року на 81-му році життя.

## Титули і досягнення
- Чемпіон Англії (1):

«Сандерленд»: 1935-1936
- Володар Кубка Англії (2):

«Сандерленд»: 1936-1937
«Дербі Каунті»: 1945-1946
- Володар Суперкубка Англії (1):

«Сандерленд»: 1936